# Білоцерківська ТЕЦ
Білоцерківська ТЕЦ — теплоелектроцентраль в основному забезпечує підприємства ПрАТ «Росава» та гумо-азбестових виробів технологічною парою, теплом та технологічною натрій-катіонованою водою.

## Опис
Електропостачання підприємства і декількох житлових будинків забезпечується від ТЕЦ двома струмопроводами напругою 6 кВ. Надлишок електричної потужності видається в енергосистему двома лініями 110 кВ через підстанцію 330/110 кВ.

## Екологія
На Білоцерківській ТЕЦ діє схема з відстоюванням і двоступеневою фільтрацією стоків (третій тип технологічної схеми). Установка очищення складається з двох оброблених мазутом приймальних баків, двох помп подачі вод, забруднених мазутом, трьох механічних фільтрів, трьох вугільних фільтрів, баку промивання фільтрів, помпи промивання фільтрів, баку мастила, помпи мастила, дренажної помпи.